# Cyathea rigens
Cyathea rigens är en ormbunkeart som beskrevs av Eduard Rosenstock. Cyathea rigens ingår i släktet Cyathea och familjen Cyatheaceae. Inga underarter finns listade.